# لانی فلاهرتی
لانی فلاهرتی (به انگلیسی: Lanny Flaherty) (زاده ۲۷ ژوئیهٔ ۱۹۴۲) بازیگر آمریکایی است.
از فیلم‌های معروف او می‌توان به بازی در فیلم سیب‌زمینی سرخ‌شده خانگی و هزارتو اشاره کرد.